# サイクリングターミナル
サイクリングターミナルとは、サイクリング旅行を楽しむことを主目的として、主として地方自治体と連携し、財団法人自転車道路協会により設置、管理された施設の一つである。昭和45年（1970年）に初めて三重県大紀町（旧大宮町）で開業し、現在は北海道から九州まで、全国に14か所存在する。宿泊のための客室を有していることが多い。また、貸し自転車（レンタサイクル）が用意されている。2000年の自転車道路協会の解散により、管理していた施設は自治体に贈与された。
史蹟・名勝などの近くに設置されていることが多く、サイクリングコースの拠点として使用されている。
ただし、宿泊施設としての規模は10〜20室程度と小さい。宿泊以外にも、レンタサイクルによるサイクリング散策にも使用される。

## 施設

### 北海道・東北
- 秋田市雄和C.T.（旧・雄和町C.T.）
- 楢葉町C.T.

過去に合ったC.T.
- 士別市C.T.
- 猿払村C.T.
- 浜頓別町C.T.
- 阿寒町C.T.
- 東神楽町C.T.
- 音更町C.T.
- 滝川市C.T.
- 占冠村C.T
- 苫小牧市C.T.
- 夕張市C.T.
- 由利町C.T.
- 衣川村C.T.

### 関越・中部
- 宇都宮市C.T.
- 八海山麓C.T.（旧・大和町C.T.）
- 内灘町C.T.
- 八幡町C.T.

過去にあったC.T.
- 館林市C.T.
- 高森町C.T.
- 小谷部氏C.T.
- 富来町C.T.
- 松任市C.T.
- 今庄町C.T.
- 鳳来町C.T.
- 大宮町C.T.

### 近畿・中四国
- 奥出雲町C.T.（旧・仁多町C.T.）
- 尾道港レンタルC.T.
- 今治市C.T.
- 防府市C.T.

過去にあったC.T.
- 長浜市C.T.
- 大津市C.T.
- 園部町C.T.
- 城陽市C.T.
- 橿原市C.T.
- 川辺町C.T.
- 波賀町C.T.
- 三原町C.T.
- 高梁市C.T.
- 八束村C.T.
- 八千代町C.T.
- 大和町C.T.
- 鳥取市C.T.
- 出雲市C.T.
- 内海町C.T.
- さぬき市1C.T.
- 夜須町C.T.

### 九州
- 耶馬渓町C.T.
- 国東町C.T.
- 綾町C.T.
- 南さつま市C.T.（旧・加世田市C.T.）

過去にあったC.T.
- 北九州市C.T.
- 山鹿市C.T.